# Phaedimus howdeni
Phaedimus howdeni är en skalbaggsart som beskrevs av Arnaud 1987. Phaedimus howdeni ingår i släktet Phaedimus och familjen Cetoniidae. Inga underarter finns listade i Catalogue of Life.